# Yoourédoula
Yorédoula  est un village du peuple Gouro (Kweni), situé à l'ouest de la Côte d'Ivoire, dans le district Sassandra-Marahoué, dans la région du Haut-Sassandra, dans le département de Vavoua, dans la sous-préfecture de Sétifla.